# 紹斯塔科韋 (別里斯拉夫區)
47°23′48″N 33°21′50″E / 47.39667°N 33.36389°E
紹斯塔科韋（烏克蘭語：Шостакове）是位於烏克蘭南部的村莊，由赫爾松州別里斯拉夫區的大亚历山德里夫卡市镇負責管轄。該村始建於1812年，面積0.19平方公里，海拔高度20米，2001年人口54，人口密度每平方公里284.2人。